# Eastmanosteus magnificus
Eastmanosteus magnificus — вид панцирних риб ряду Артродіри (Arthrodira). Вид спочатку був поміщений у рід Dinichthys, потім у Dunkleosteus. Скам'янілі рештки знайдено у США у штаті Нью-Йорк.